# Triumph Rocket 3
La Triumph Rocket 3 è una motocicletta prodotta dalla casa motociclistica inglese Triumph dal 2020.
Dal debutto avvenuto nel gennaio 2019, è la moto costruita in serie ad uso stradale dalla cilindrata (2450 cm³) più grande mai prodotta. La Rocket 3 è realizzato in tre versioni: la R più sportiva, la GT più turistica e la TFC (un'edizione limitata).

## Descrizione
Rispetto alla antenata prodotta fino al 2017, la moto è stata riprogettata da zero ed è totalmente inedita, a cominciare dal telaio in alluminio anziché in acciaio e dal propulsore con cubatura maggiorata.

A spingerla c'è un motore a tre cilindri in linea montato in posizione longitudinale, dalla cilindrata totale di 2450 cm³ a quattro tempi dotato di sistema di raffreddamento a liquido, che produce una potenza massima 165 CV a 6000 giri/min e una coppia di 221 Nm a 4000 giri/min. La distribuzione è a due alberi a camme in testa (DOHC) a 12 valvole, 4 per cilindro, che viene gestito da un cambio a 6 rapporti ad innesti frontali con trasmissione finale a cardano.

## Caratteristiche tecniche
| Dimensioni e pesi                                                            | Dimensioni e pesi | Dimensioni e pesi | Dimensioni e pesi | Dimensioni e pesi | Dimensioni e pesi |
| Meccanica                                                                    | Meccanica | Meccanica | Meccanica | Meccanica | Meccanica |
| ---------------------------------------------------------------------------- | --- | --- | --- | --- | --- |
| Tipo motore: tre cilindri in linea quattro tempi                             | Tipo motore: tre cilindri in linea quattro tempi                                                                                              | Tipo motore: tre cilindri in linea quattro tempi                                                                                              | Tipo motore: tre cilindri in linea quattro tempi                                                                                              | Raffreddamento: A liquido | Raffreddamento: A liquido |
| Cilindrata                                                                   | 2450 cm³ | 2450 cm³ | 2450 cm³ | 2450 cm³ | 2450 cm³ |
| Distribuzione: Bialbero quattro valvole per cilindro                         | Distribuzione: Bialbero quattro valvole per cilindro                                                                                          | Distribuzione: Bialbero quattro valvole per cilindro                                                                                          | Alimentazione: | Alimentazione: | Alimentazione: |
| Potenza: 165 CV a 6000 giri/min                                              | Potenza: 165 CV a 6000 giri/min | Coppia: 221 Nm a 4000 giri/min | Coppia: 221 Nm a 4000 giri/min | Rapporto di compressione: | Rapporto di compressione: |
| Frizione: Multidisco in bagno d'olio                                         | Frizione: Multidisco in bagno d'olio | Frizione: Multidisco in bagno d'olio | Cambio: 6 marce | Cambio: 6 marce | Cambio: 6 marce |
| Accensione                                                                   | Elettronica digitale | Elettronica digitale | Elettronica digitale | Elettronica digitale | Elettronica digitale |
| Trasmissione                                                                 | a cardano | a cardano | a cardano | a cardano | a cardano |
| Avviamento                                                                   | Elettrico | Elettrico | Elettrico | Elettrico | Elettrico |
| Ciclistica                                                                   | | | | | |
| Telaio                                                                       | alluminio | alluminio | alluminio | alluminio | alluminio |
| Sospensioni                                                                  | Anteriore: Forcella idraulica a steli rovesciati Showa da 47 mm / Posteriore: Forcellone oscillante e monoammortizzatore idraulico regolabile | Anteriore: Forcella idraulica a steli rovesciati Showa da 47 mm / Posteriore: Forcellone oscillante e monoammortizzatore idraulico regolabile | Anteriore: Forcella idraulica a steli rovesciati Showa da 47 mm / Posteriore: Forcellone oscillante e monoammortizzatore idraulico regolabile | Anteriore: Forcella idraulica a steli rovesciati Showa da 47 mm / Posteriore: Forcellone oscillante e monoammortizzatore idraulico regolabile | Anteriore: Forcella idraulica a steli rovesciati Showa da 47 mm / Posteriore: Forcellone oscillante e monoammortizzatore idraulico regolabile |
| Freni                                                                        | Anteriore: Doppio disco flottante / Posteriore: Disco                                                                                         | Anteriore: Doppio disco flottante / Posteriore: Disco                                                                                         | Anteriore: Doppio disco flottante / Posteriore: Disco                                                                                         | Anteriore: Doppio disco flottante / Posteriore: Disco                                                                                         | Anteriore: Doppio disco flottante / Posteriore: Disco                                                                                         |
| Pneumatici                                                                   | 150/80-17; 240/50-16 | 150/80-17; 240/50-16 | 150/80-17; 240/50-16 | 150/80-17; 240/50-16 | 150/80-17; 240/50-16 |
| Fonte dei dati: https://www.insella.it/prova/triumph-rocket-iii/dati-tecnici | | | | | |